# Ballon-Saint-Mars
Ballon-Saint-Mars è un comune francese del dipartimento della Sarthe nella regione dei Paesi della Loira.
È stato creato il 1º gennaio 2016 dalla fusione dei preesistenti comuni di Ballon e Saint-Mars-sous-Ballon.
Il capoluogo è la località di Ballon.